# 特丽内·哈特斯塔
特丽内·哈特斯塔（挪威語：Trine Hattestad，1966年4月18日—），挪威女子田径运动员。她曾代表挪威参加1984年、1988年、1992年、1996年和2000年夏季奥林匹克运动会田径比赛，共获得一枚金牌和一枚铜牌。